# Primaltherapie
Primaltherapie is een ervarings- en lichaamsgerichte therapie ontwikkeld door de Amerikaanse psycholoog Arthur Janov. Hij verrichtte twaalf jaar onderzoek naar het gevolg van onderdrukking van gevoelens in de beginperiode van iemands leven. In dit onderzoek betoogde hij dat veel onbestemde angsten en gevoelens die mensen op latere leeftijd teisteren, afkomstig zijn van verdrongen emotionele pijn uit hun vroegste jeugd. Hij noemde die pijn primalpijn. Primalpijn ontstaat wanneer kind-behoeften niet bevredigd worden. Als die pijn te hevig is om begrepen, doorleefd en opgelost te worden wordt deze onderdrukt. De pijn wordt op dat moment niet gevoeld maar gaat deel uitmaken van het hele organisme. Op die manier blijft het op onbewust niveau invloed uitoefenen op een volwassen mensenleven, met alle gevolgen van dien. Het houdt pas op als het contact met die weggestopte pijn opnieuw wordt aangegaan.

## Werkwijze
Arthur beweerde dat het onmogelijk is voor iemand om verdrongen gevoelens uit de beginperiode van zijn leven los te laten, zonder ze eerst te hebben durven voelen. Daarom wordt er tijdens een primal-sessie een veilige, accepterende en ondersteunende sfeer geschapen, waardoor de patiënt in staat gesteld wordt om zijn "onderdrukte pijnlijke gevoelens, wat deze ook moge zijn," te voelen en dus te verwerken.